# Verdrag van Adrianopel (1829)
Het Verdrag van Adrianopel, de Vrede van Adrianopel of het Verdrag van Edirne was een vredesverdrag dat in Adrianopel (Latijn: Hadrianopolis; Turks: Edirne) werd gesloten tussen het Ottomaanse Rijk en het Russische Rijk op 14 september 1829. De ondertekenaars waren de Turkse sultan Mahmut II en de Russische tsaar Nicolaas I.
Het verdrag was het resultaat van de Russisch-Turkse Oorlog van 1828-1829. Het Ottomaanse Rijk moest hierbij het Russische Rijk toegang verlenen tot de Donaudelta en de oostkust van de Zwarte Zee. Ook moest ze de Bosporus en de Dardanellen openstellen voor alle Russische handelsschepen, de handel vrijgeven in graan, vee en hout, autonomie verlenen aan Servië, autonomie beloven aan Griekenland en de Donauvorstendommen Moldavië (het latere Roemenië) en Walachije tijdelijk erkennen als Russische protectoraten totdat het Ottomaanse Rijk een schadeloosstelling had betaald aan het Russische Rijk. 